# Music Canada
Music Canada (conocida por su abreviatura MC; anteriormente Canadian Recording Industry Association) es una organización sin ánimo de lucro fundada en 1964 para representar los intereses de las compañías canadienses productoras y distribuidoras de fonogramas. Music Canada está gobernada por una junta directiva elegida anualmente por los ejecutivos principales de las compañías que son miembros. La junta se encarga de establecer y elegir a los agentes de la asociación. La oficina matriz de la CRIA se encuentra en la ciudad de Toronto, Canadá así como el presidente de tiempo completo y el director de operaciones antipiratería.

## Servicios
Music Canada, al igual que la IFPI se encarga de atacar y combatir la piratería en Canadá, además es el órgano oficial que asigna los códigos ISRC, que son aquellos códigos propios de cada fonograma, también se encarga de otorgar las certificaciones de ventas discográficas (oro y platino) y además ofrece estadísticas sobre las ventas y distribución de fonogramas.

### Antipiratería
Music Canada mantiene una unidad en tiempo completo contra la piratería bajo la dirección de su consejo el cual mantiene un contacto muy estrecho con las compañías discográficas que son miembros de la asociación. Además como estrategias contra la piratería conduce un seminarios de educación antipiratería y monitorea el internet en búsqueda de infracciones en línea. Además cuenta con investigadores regionales que monitorean la disponibilidad de mercancía sospechosa de ser pirata haciendo las investigaciones correspondientes para demostrar la legitimidad del producto. También cuenta con una línea telefónica y correo electrónico para la denuncia de infracciones de piratería.

### Certificaciones por ventas discográficas
Music Canada se encarga de otorgar las certificaciones por ventas de discos en Canadá, dependiendo del tipo de fonograma y del volumen de ventas MC otorga tres premios: disco de oro, disco de platino (que pueden llegar a ser hasta nueve por un disco antes de convertirse en diamante) y disco de diamante, a continuación se enlistan los requisitos para la certificación, la cifra en números expresa la cantidad de ejemplares vendidos:
| Premio            | Álbum   | Sencillo físico | Descarga digital | Master Ringtone | Video/DVD |
| ----------------- | ------- | --------------- | ---------------- | --------------- | --------- |
| Disco de oro      | 40.000  | 5.000           | 20.000           | 20.000          | 5.000     |
| Disco de platino  | 80.000  | 10.000          | 40.000           | 40.000          | 10.000    |
| Disco de diamante | 800.000 | 100.000         | 400.000          | 400.000         | 100.000   |